# مسجد مجد الدولة
مسجد مجد الدولة هو مسجد تاريخي يعود إلى عصر القاجاريون، ويقع في طهران.